# EFAF Cup 2010
Navigation
Édition précédente Édition suivante
L'EFAF Cup 2010 est la 9e édition de l'EFAF Cup.

## Clubs participants
| Club                           | Pays        | Saison 2009                                           |
| ------------------------------ | ----------- | ----------------------------------------------------- |
| Amsterdam Crusaders            | Pays-Bas    | Champion des Pays-Bas Demi-finaliste EFAF Cup         |
| Calanda Broncos                | Suisse      | Champion de Suisse Poule EFAF Cup                     |
| Carlstad Crusaders             | Suède       | Vice-champion de Suède                                |
| Cougars de Saint-Ouen-l'Aumône | France      | 4e de la Poule Nord du championnat de France          |
| Kragujevac Wild Boars          | Serbie      | Champion de Serbie                                    |
| London Blitz                   | Royaume-Uni | Champion du Royaume-Uni                               |
| Panthers de Parme              | Italie      | Demi-finaliste du championnat d'Italie Poule EFAF Cup |
| Pioners de L'Hospitalet        | Espagne     | Demi-finaliste du championnat d'Espagne Poule EFL     |
| Rome Lazio                     | Italie      | Championnat d'Italie                                  |
| Søllerød Gold Diggers          | Danemark    | Champion du Danemark                                  |
| Zurich Renegades               | Suisse      | Vice-champion de Suisse Poule EFAF Cup                |

## Calendrier / Résultats
| Qualifié pour les demi-finales |

### Groupe A
| Groupe A                |       |      |      |      |     |          |            |       |
| Club                    | Jour. | Vic. | Nuls | Déf. | Pts | Pts pour | Pts contre | Diff. |
| Panthers de Parme       | 1     | 1    | 0    | 0    | 3   | 49       | 7          | +42   |
| Pioners de L'Hospitalet | 1     | 1    | 0    | 0    | 3   | 20       | 19         | +1    |
| Zurich Renegades        | 2     | 0    | 0    | 2    | 0   | 26       | 69         | -43   |

- 17 avril 2010 :

Pioners - Panthers
- 1er mai 2010 :

Renegades 19 - 20 Pioners
- 15 mai 2010 :

Panthers 49 - 7 Renegades

### Groupe B
| Groupe B              |       |      |      |      |     |          |            |       |
| Club                  | Jour. | Vic. | Nuls | Déf. | Pts | Pts pour | Pts contre | Diff. |
| Calanda Broncos       | 2     | 2    | 0    | 0    | 6   | 107      | 61         | +46   |
| Kragujevac Wild Boars | 2     | 1    | 0    | 1    | 3   | 48       | 52         | -4    |
| Rome Lazio            | 2     | 0    | 0    | 2    | 0   | 48       | 90         | -42   |

- 17 avril 2010 :

Lazio 41 - 62 Broncos
- 1er mai 2010 :

Broncos 45 - 20 Wild Boars
- 16 mai 2010 :

Wild Boars 28 - 7 Lazio

### Groupe C
| Groupe C              |       |      |      |      |     |          |            |       |
| Club                  | Jour. | Vic. | Nuls | Déf. | Pts | Pts pour | Pts contre | Diff. |
| Carlstad Crusaders    | 1     | 1    | 0    | 0    | 3   | 26       | 3          | +23   |
| Søllerød Gold Diggers | 1     | 0    | 0    | 1    | 0   | 3        | 26         | -23   |

- 15 mai 2010 :

Crusaders 26 - 3 Gold Diggers

### Groupe D
| Groupe D                       |       |      |      |      |     |          |            |       |
| Club                           | Jour. | Vic. | Nuls | Déf. | Pts | Pts pour | Pts contre | Diff. |
| London Blitz                   | 2     | 2    | 0    | 0    | 6   | 61       | 28         | +33   |
| Cougars de Saint-Ouen-l'Aumône | 2     | 1    | 0    | 1    | 3   | 48       | 40         | +8    |
| Amsterdam Crusaders            | 2     | 0    | 0    | 2    | 0   | 21       | 62         | -41   |

- 17 avril 2010 :

Cougars 27 - 14 Crusaders
- 2 mai 2010 :

Crusaders 7 - 35 Blitz
- 15 mai 2010 :

Blitz 26 - 21 Cougars

### Demi-finales
- 5 juin 2010 :

Broncos 40 - 21 Panthers
Crusaders 27 - 0 Blitz

### Finale
- 17 juillet 2010 à Coire au Stadion Ringstrasse devant 1580 spectateurs[1] :

Broncos 17 - 3 Crusaders

## Note
1. ↑  Match non disputé à cause de l'éruption du volcan islandais Eyjafjöll le 14 avril.